# Рокірування

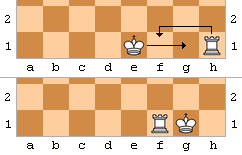
Коротке рокірування

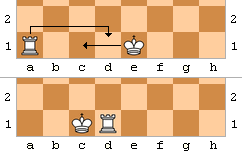
Довге рокірування

Рокірува́ння або рокіро́вка — хід у шахах, при якому робиться перехід короля з його початкової позиції через одне поле по горизонталі з одночасним рухом тури на це поле. Рокірування виконується таким чином: король пересувається по горизонталі на дві клітини. Тура при цьому встановлюється на клітину, через яку перестрибнув король, себто король опиняється за турою, з якою він зробив рокіровку. Рокірування вважається ходом короля і гравець повинен першим пересувати саме короля, а потім — туру. В шаховій нотації коротка рокіровка записується як «0-0», довга — «0-0-0»

## Історія
У давніх шахах король мав право протягом гри зробити один хід через одну клітинку.
У XV столітті в Італії поширюється так звана «вільна» рокіровка, що полягала в зміні місць короля і тури навіть тоді, коли між ними знаходяться інші фігури. Такого роду раптовa зміна в позиційній розстановці знижувало рівень гри. Поступово отримала громадянські права «обмежена» рокіровка (Італія, Іспанія, приблизно в XVI столітті), яку можна було робити за певних умов (якщо король до рокірування не робив ходів, і на його шляху немає клітинок, що знаходяться під ударом).
Однак, ще в деяких підручниках XVII століття можна знайти правила рокіровки, що дозволяють вільно змінювати позиції короля і тури за умови, що королем не робили ходу раніше.
У старопольській шаховій термінології рокіровка називалася «рохування» (від назви тури — рох). Але Остроруг у своєму творі про шахи (XVII століття) пише так: «У нас у Польщі цей королівський хід звуть „кухнею“».
Інші користувалися вираженням «втеча на кухню». Кохановський у поемі «Шахмати» пише про рокіровку: Глянув Чорний король на війська ряди
І в кухню побіг рятуватися за вали…
Перш ніж приступати до атаки, корисно забезпечити свого короля рокіровкою. Гросмейстер С. Тартаковер назвав рокірування «першим кроком до регулярного життя».

## Умови рокірування
- Рокірування остаточно неможливе:
  - якщо король уже рухався;
  - з турою, яка вже ходила.
- Рокірування тимчасово неможливе:
  - якщо поле, на якому перебуває король, чи поле, яке він має перестрибнути чи зайняти, перебуває під ударом фігури суперника;
  - якщо на горизонталі між королем і відповідною турою є інша фігура — власна чи фігура суперника.

## Схема рокірування
|   | a | b | c | d | e | f | g | h |   |
| 8 | a1 біла тура · c1 чорний хрестик · d1 білий кружок · e1 білий король · f1 білий кружок · g1 чорний хрестик · h1 біла тура | a1 біла тура · c1 чорний хрестик · d1 білий кружок · e1 білий король · f1 білий кружок · g1 чорний хрестик · h1 біла тура | a1 біла тура · c1 чорний хрестик · d1 білий кружок · e1 білий король · f1 білий кружок · g1 чорний хрестик · h1 біла тура | a1 біла тура · c1 чорний хрестик · d1 білий кружок · e1 білий король · f1 білий кружок · g1 чорний хрестик · h1 біла тура | a1 біла тура · c1 чорний хрестик · d1 білий кружок · e1 білий король · f1 білий кружок · g1 чорний хрестик · h1 біла тура | a1 біла тура · c1 чорний хрестик · d1 білий кружок · e1 білий король · f1 білий кружок · g1 чорний хрестик · h1 біла тура | a1 біла тура · c1 чорний хрестик · d1 білий кружок · e1 білий король · f1 білий кружок · g1 чорний хрестик · h1 біла тура | a1 біла тура · c1 чорний хрестик · d1 білий кружок · e1 білий король · f1 білий кружок · g1 чорний хрестик · h1 біла тура | 8 |
| 7 | a1 біла тура · c1 чорний хрестик · d1 білий кружок · e1 білий король · f1 білий кружок · g1 чорний хрестик · h1 біла тура | a1 біла тура · c1 чорний хрестик · d1 білий кружок · e1 білий король · f1 білий кружок · g1 чорний хрестик · h1 біла тура | a1 біла тура · c1 чорний хрестик · d1 білий кружок · e1 білий король · f1 білий кружок · g1 чорний хрестик · h1 біла тура | a1 біла тура · c1 чорний хрестик · d1 білий кружок · e1 білий король · f1 білий кружок · g1 чорний хрестик · h1 біла тура | a1 біла тура · c1 чорний хрестик · d1 білий кружок · e1 білий король · f1 білий кружок · g1 чорний хрестик · h1 біла тура | a1 біла тура · c1 чорний хрестик · d1 білий кружок · e1 білий король · f1 білий кружок · g1 чорний хрестик · h1 біла тура | a1 біла тура · c1 чорний хрестик · d1 білий кружок · e1 білий король · f1 білий кружок · g1 чорний хрестик · h1 біла тура | a1 біла тура · c1 чорний хрестик · d1 білий кружок · e1 білий король · f1 білий кружок · g1 чорний хрестик · h1 біла тура | 7 |
| 6 | a1 біла тура · c1 чорний хрестик · d1 білий кружок · e1 білий король · f1 білий кружок · g1 чорний хрестик · h1 біла тура | a1 біла тура · c1 чорний хрестик · d1 білий кружок · e1 білий король · f1 білий кружок · g1 чорний хрестик · h1 біла тура | a1 біла тура · c1 чорний хрестик · d1 білий кружок · e1 білий король · f1 білий кружок · g1 чорний хрестик · h1 біла тура | a1 біла тура · c1 чорний хрестик · d1 білий кружок · e1 білий король · f1 білий кружок · g1 чорний хрестик · h1 біла тура | a1 біла тура · c1 чорний хрестик · d1 білий кружок · e1 білий король · f1 білий кружок · g1 чорний хрестик · h1 біла тура | a1 біла тура · c1 чорний хрестик · d1 білий кружок · e1 білий король · f1 білий кружок · g1 чорний хрестик · h1 біла тура | a1 біла тура · c1 чорний хрестик · d1 білий кружок · e1 білий король · f1 білий кружок · g1 чорний хрестик · h1 біла тура | a1 біла тура · c1 чорний хрестик · d1 білий кружок · e1 білий король · f1 білий кружок · g1 чорний хрестик · h1 біла тура | 6 |
| 5 | a1 біла тура · c1 чорний хрестик · d1 білий кружок · e1 білий король · f1 білий кружок · g1 чорний хрестик · h1 біла тура | a1 біла тура · c1 чорний хрестик · d1 білий кружок · e1 білий король · f1 білий кружок · g1 чорний хрестик · h1 біла тура | a1 біла тура · c1 чорний хрестик · d1 білий кружок · e1 білий король · f1 білий кружок · g1 чорний хрестик · h1 біла тура | a1 біла тура · c1 чорний хрестик · d1 білий кружок · e1 білий король · f1 білий кружок · g1 чорний хрестик · h1 біла тура | a1 біла тура · c1 чорний хрестик · d1 білий кружок · e1 білий король · f1 білий кружок · g1 чорний хрестик · h1 біла тура | a1 біла тура · c1 чорний хрестик · d1 білий кружок · e1 білий король · f1 білий кружок · g1 чорний хрестик · h1 біла тура | a1 біла тура · c1 чорний хрестик · d1 білий кружок · e1 білий король · f1 білий кружок · g1 чорний хрестик · h1 біла тура | a1 біла тура · c1 чорний хрестик · d1 білий кружок · e1 білий король · f1 білий кружок · g1 чорний хрестик · h1 біла тура | 5 |
| 4 | a1 біла тура · c1 чорний хрестик · d1 білий кружок · e1 білий король · f1 білий кружок · g1 чорний хрестик · h1 біла тура | a1 біла тура · c1 чорний хрестик · d1 білий кружок · e1 білий король · f1 білий кружок · g1 чорний хрестик · h1 біла тура | a1 біла тура · c1 чорний хрестик · d1 білий кружок · e1 білий король · f1 білий кружок · g1 чорний хрестик · h1 біла тура | a1 біла тура · c1 чорний хрестик · d1 білий кружок · e1 білий король · f1 білий кружок · g1 чорний хрестик · h1 біла тура | a1 біла тура · c1 чорний хрестик · d1 білий кружок · e1 білий король · f1 білий кружок · g1 чорний хрестик · h1 біла тура | a1 біла тура · c1 чорний хрестик · d1 білий кружок · e1 білий король · f1 білий кружок · g1 чорний хрестик · h1 біла тура | a1 біла тура · c1 чорний хрестик · d1 білий кружок · e1 білий король · f1 білий кружок · g1 чорний хрестик · h1 біла тура | a1 біла тура · c1 чорний хрестик · d1 білий кружок · e1 білий король · f1 білий кружок · g1 чорний хрестик · h1 біла тура | 4 |
| 3 | a1 біла тура · c1 чорний хрестик · d1 білий кружок · e1 білий король · f1 білий кружок · g1 чорний хрестик · h1 біла тура | a1 біла тура · c1 чорний хрестик · d1 білий кружок · e1 білий король · f1 білий кружок · g1 чорний хрестик · h1 біла тура | a1 біла тура · c1 чорний хрестик · d1 білий кружок · e1 білий король · f1 білий кружок · g1 чорний хрестик · h1 біла тура | a1 біла тура · c1 чорний хрестик · d1 білий кружок · e1 білий король · f1 білий кружок · g1 чорний хрестик · h1 біла тура | a1 біла тура · c1 чорний хрестик · d1 білий кружок · e1 білий король · f1 білий кружок · g1 чорний хрестик · h1 біла тура | a1 біла тура · c1 чорний хрестик · d1 білий кружок · e1 білий король · f1 білий кружок · g1 чорний хрестик · h1 біла тура | a1 біла тура · c1 чорний хрестик · d1 білий кружок · e1 білий король · f1 білий кружок · g1 чорний хрестик · h1 біла тура | a1 біла тура · c1 чорний хрестик · d1 білий кружок · e1 білий король · f1 білий кружок · g1 чорний хрестик · h1 біла тура | 3 |
| 2 | a1 біла тура · c1 чорний хрестик · d1 білий кружок · e1 білий король · f1 білий кружок · g1 чорний хрестик · h1 біла тура | a1 біла тура · c1 чорний хрестик · d1 білий кружок · e1 білий король · f1 білий кружок · g1 чорний хрестик · h1 біла тура | a1 біла тура · c1 чорний хрестик · d1 білий кружок · e1 білий король · f1 білий кружок · g1 чорний хрестик · h1 біла тура | a1 біла тура · c1 чорний хрестик · d1 білий кружок · e1 білий король · f1 білий кружок · g1 чорний хрестик · h1 біла тура | a1 біла тура · c1 чорний хрестик · d1 білий кружок · e1 білий король · f1 білий кружок · g1 чорний хрестик · h1 біла тура | a1 біла тура · c1 чорний хрестик · d1 білий кружок · e1 білий король · f1 білий кружок · g1 чорний хрестик · h1 біла тура | a1 біла тура · c1 чорний хрестик · d1 білий кружок · e1 білий король · f1 білий кружок · g1 чорний хрестик · h1 біла тура | a1 біла тура · c1 чорний хрестик · d1 білий кружок · e1 білий король · f1 білий кружок · g1 чорний хрестик · h1 біла тура | 2 |
| 1 | a1 біла тура · c1 чорний хрестик · d1 білий кружок · e1 білий король · f1 білий кружок · g1 чорний хрестик · h1 біла тура | a1 біла тура · c1 чорний хрестик · d1 білий кружок · e1 білий король · f1 білий кружок · g1 чорний хрестик · h1 біла тура | a1 біла тура · c1 чорний хрестик · d1 білий кружок · e1 білий король · f1 білий кружок · g1 чорний хрестик · h1 біла тура | a1 біла тура · c1 чорний хрестик · d1 білий кружок · e1 білий король · f1 білий кружок · g1 чорний хрестик · h1 біла тура | a1 біла тура · c1 чорний хрестик · d1 білий кружок · e1 білий король · f1 білий кружок · g1 чорний хрестик · h1 біла тура | a1 біла тура · c1 чорний хрестик · d1 білий кружок · e1 білий король · f1 білий кружок · g1 чорний хрестик · h1 біла тура | a1 біла тура · c1 чорний хрестик · d1 білий кружок · e1 білий король · f1 білий кружок · g1 чорний хрестик · h1 біла тура | a1 біла тура · c1 чорний хрестик · d1 білий кружок · e1 білий король · f1 білий кружок · g1 чорний хрестик · h1 біла тура | 1 |
|   | a | b | c | d | e | f | g | h |   |

|   | a                                                                 | b                                                                 | c                                                                 | d                                                                 | e                                                                 | f                                                                 | g                                                                 | h                                                                 |   |
| 8 | f8 чорна тура · g8 чорний король · f1 біла тура · g1 білий король | f8 чорна тура · g8 чорний король · f1 біла тура · g1 білий король | f8 чорна тура · g8 чорний король · f1 біла тура · g1 білий король | f8 чорна тура · g8 чорний король · f1 біла тура · g1 білий король | f8 чорна тура · g8 чорний король · f1 біла тура · g1 білий король | f8 чорна тура · g8 чорний король · f1 біла тура · g1 білий король | f8 чорна тура · g8 чорний король · f1 біла тура · g1 білий король | f8 чорна тура · g8 чорний король · f1 біла тура · g1 білий король | 8 |
| 7 | f8 чорна тура · g8 чорний король · f1 біла тура · g1 білий король | f8 чорна тура · g8 чорний король · f1 біла тура · g1 білий король | f8 чорна тура · g8 чорний король · f1 біла тура · g1 білий король | f8 чорна тура · g8 чорний король · f1 біла тура · g1 білий король | f8 чорна тура · g8 чорний король · f1 біла тура · g1 білий король | f8 чорна тура · g8 чорний король · f1 біла тура · g1 білий король | f8 чорна тура · g8 чорний король · f1 біла тура · g1 білий король | f8 чорна тура · g8 чорний король · f1 біла тура · g1 білий король | 7 |
| 6 | f8 чорна тура · g8 чорний король · f1 біла тура · g1 білий король | f8 чорна тура · g8 чорний король · f1 біла тура · g1 білий король | f8 чорна тура · g8 чорний король · f1 біла тура · g1 білий король | f8 чорна тура · g8 чорний король · f1 біла тура · g1 білий король | f8 чорна тура · g8 чорний король · f1 біла тура · g1 білий король | f8 чорна тура · g8 чорний король · f1 біла тура · g1 білий король | f8 чорна тура · g8 чорний король · f1 біла тура · g1 білий король | f8 чорна тура · g8 чорний король · f1 біла тура · g1 білий король | 6 |
| 5 | f8 чорна тура · g8 чорний король · f1 біла тура · g1 білий король | f8 чорна тура · g8 чорний король · f1 біла тура · g1 білий король | f8 чорна тура · g8 чорний король · f1 біла тура · g1 білий король | f8 чорна тура · g8 чорний король · f1 біла тура · g1 білий король | f8 чорна тура · g8 чорний король · f1 біла тура · g1 білий король | f8 чорна тура · g8 чорний король · f1 біла тура · g1 білий король | f8 чорна тура · g8 чорний король · f1 біла тура · g1 білий король | f8 чорна тура · g8 чорний король · f1 біла тура · g1 білий король | 5 |
| 4 | f8 чорна тура · g8 чорний король · f1 біла тура · g1 білий король | f8 чорна тура · g8 чорний король · f1 біла тура · g1 білий король | f8 чорна тура · g8 чорний король · f1 біла тура · g1 білий король | f8 чорна тура · g8 чорний король · f1 біла тура · g1 білий король | f8 чорна тура · g8 чорний король · f1 біла тура · g1 білий король | f8 чорна тура · g8 чорний король · f1 біла тура · g1 білий король | f8 чорна тура · g8 чорний король · f1 біла тура · g1 білий король | f8 чорна тура · g8 чорний король · f1 біла тура · g1 білий король | 4 |
| 3 | f8 чорна тура · g8 чорний король · f1 біла тура · g1 білий король | f8 чорна тура · g8 чорний король · f1 біла тура · g1 білий король | f8 чорна тура · g8 чорний король · f1 біла тура · g1 білий король | f8 чорна тура · g8 чорний король · f1 біла тура · g1 білий король | f8 чорна тура · g8 чорний король · f1 біла тура · g1 білий король | f8 чорна тура · g8 чорний король · f1 біла тура · g1 білий король | f8 чорна тура · g8 чорний король · f1 біла тура · g1 білий король | f8 чорна тура · g8 чорний король · f1 біла тура · g1 білий король | 3 |
| 2 | f8 чорна тура · g8 чорний король · f1 біла тура · g1 білий король | f8 чорна тура · g8 чорний король · f1 біла тура · g1 білий король | f8 чорна тура · g8 чорний король · f1 біла тура · g1 білий король | f8 чорна тура · g8 чорний король · f1 біла тура · g1 білий король | f8 чорна тура · g8 чорний король · f1 біла тура · g1 білий король | f8 чорна тура · g8 чорний король · f1 біла тура · g1 білий король | f8 чорна тура · g8 чорний король · f1 біла тура · g1 білий король | f8 чорна тура · g8 чорний король · f1 біла тура · g1 білий король | 2 |
| 1 | f8 чорна тура · g8 чорний король · f1 біла тура · g1 білий король | f8 чорна тура · g8 чорний король · f1 біла тура · g1 білий король | f8 чорна тура · g8 чорний король · f1 біла тура · g1 білий король | f8 чорна тура · g8 чорний король · f1 біла тура · g1 білий король | f8 чорна тура · g8 чорний король · f1 біла тура · g1 білий король | f8 чорна тура · g8 чорний король · f1 біла тура · g1 білий король | f8 чорна тура · g8 чорний король · f1 біла тура · g1 білий король | f8 чорна тура · g8 чорний король · f1 біла тура · g1 білий король | 1 |
|   | a                                                                 | b                                                                 | c                                                                 | d                                                                 | e                                                                 | f                                                                 | g                                                                 | h                                                                 |   |

|   | a                                                                 | b                                                                 | c                                                                 | d                                                                 | e                                                                 | f                                                                 | g                                                                 | h                                                                 |   |
| 8 | c8 чорний король · d8 чорна тура · c1 білий король · d1 біла тура | c8 чорний король · d8 чорна тура · c1 білий король · d1 біла тура | c8 чорний король · d8 чорна тура · c1 білий король · d1 біла тура | c8 чорний король · d8 чорна тура · c1 білий король · d1 біла тура | c8 чорний король · d8 чорна тура · c1 білий король · d1 біла тура | c8 чорний король · d8 чорна тура · c1 білий король · d1 біла тура | c8 чорний король · d8 чорна тура · c1 білий король · d1 біла тура | c8 чорний король · d8 чорна тура · c1 білий король · d1 біла тура | 8 |
| 7 | c8 чорний король · d8 чорна тура · c1 білий король · d1 біла тура | c8 чорний король · d8 чорна тура · c1 білий король · d1 біла тура | c8 чорний король · d8 чорна тура · c1 білий король · d1 біла тура | c8 чорний король · d8 чорна тура · c1 білий король · d1 біла тура | c8 чорний король · d8 чорна тура · c1 білий король · d1 біла тура | c8 чорний король · d8 чорна тура · c1 білий король · d1 біла тура | c8 чорний король · d8 чорна тура · c1 білий король · d1 біла тура | c8 чорний король · d8 чорна тура · c1 білий король · d1 біла тура | 7 |
| 6 | c8 чорний король · d8 чорна тура · c1 білий король · d1 біла тура | c8 чорний король · d8 чорна тура · c1 білий король · d1 біла тура | c8 чорний король · d8 чорна тура · c1 білий король · d1 біла тура | c8 чорний король · d8 чорна тура · c1 білий король · d1 біла тура | c8 чорний король · d8 чорна тура · c1 білий король · d1 біла тура | c8 чорний король · d8 чорна тура · c1 білий король · d1 біла тура | c8 чорний король · d8 чорна тура · c1 білий король · d1 біла тура | c8 чорний король · d8 чорна тура · c1 білий король · d1 біла тура | 6 |
| 5 | c8 чорний король · d8 чорна тура · c1 білий король · d1 біла тура | c8 чорний король · d8 чорна тура · c1 білий король · d1 біла тура | c8 чорний король · d8 чорна тура · c1 білий король · d1 біла тура | c8 чорний король · d8 чорна тура · c1 білий король · d1 біла тура | c8 чорний король · d8 чорна тура · c1 білий король · d1 біла тура | c8 чорний король · d8 чорна тура · c1 білий король · d1 біла тура | c8 чорний король · d8 чорна тура · c1 білий король · d1 біла тура | c8 чорний король · d8 чорна тура · c1 білий король · d1 біла тура | 5 |
| 4 | c8 чорний король · d8 чорна тура · c1 білий король · d1 біла тура | c8 чорний король · d8 чорна тура · c1 білий король · d1 біла тура | c8 чорний король · d8 чорна тура · c1 білий король · d1 біла тура | c8 чорний король · d8 чорна тура · c1 білий король · d1 біла тура | c8 чорний король · d8 чорна тура · c1 білий король · d1 біла тура | c8 чорний король · d8 чорна тура · c1 білий король · d1 біла тура | c8 чорний король · d8 чорна тура · c1 білий король · d1 біла тура | c8 чорний король · d8 чорна тура · c1 білий король · d1 біла тура | 4 |
| 3 | c8 чорний король · d8 чорна тура · c1 білий король · d1 біла тура | c8 чорний король · d8 чорна тура · c1 білий король · d1 біла тура | c8 чорний король · d8 чорна тура · c1 білий король · d1 біла тура | c8 чорний король · d8 чорна тура · c1 білий король · d1 біла тура | c8 чорний король · d8 чорна тура · c1 білий король · d1 біла тура | c8 чорний король · d8 чорна тура · c1 білий король · d1 біла тура | c8 чорний король · d8 чорна тура · c1 білий король · d1 біла тура | c8 чорний король · d8 чорна тура · c1 білий король · d1 біла тура | 3 |
| 2 | c8 чорний король · d8 чорна тура · c1 білий король · d1 біла тура | c8 чорний король · d8 чорна тура · c1 білий король · d1 біла тура | c8 чорний король · d8 чорна тура · c1 білий король · d1 біла тура | c8 чорний король · d8 чорна тура · c1 білий король · d1 біла тура | c8 чорний король · d8 чорна тура · c1 білий король · d1 біла тура | c8 чорний король · d8 чорна тура · c1 білий король · d1 біла тура | c8 чорний король · d8 чорна тура · c1 білий король · d1 біла тура | c8 чорний король · d8 чорна тура · c1 білий король · d1 біла тура | 2 |
| 1 | c8 чорний король · d8 чорна тура · c1 білий король · d1 біла тура | c8 чорний король · d8 чорна тура · c1 білий король · d1 біла тура | c8 чорний король · d8 чорна тура · c1 білий король · d1 біла тура | c8 чорний король · d8 чорна тура · c1 білий король · d1 біла тура | c8 чорний король · d8 чорна тура · c1 білий король · d1 біла тура | c8 чорний король · d8 чорна тура · c1 білий король · d1 біла тура | c8 чорний король · d8 чорна тура · c1 білий король · d1 біла тура | c8 чорний король · d8 чорна тура · c1 білий король · d1 біла тура | 1 |
|   | a                                                                 | b                                                                 | c                                                                 | d                                                                 | e                                                                 | f                                                                 | g                                                                 | h                                                                 |   |